# Бевьер, Жан Батист Пьер

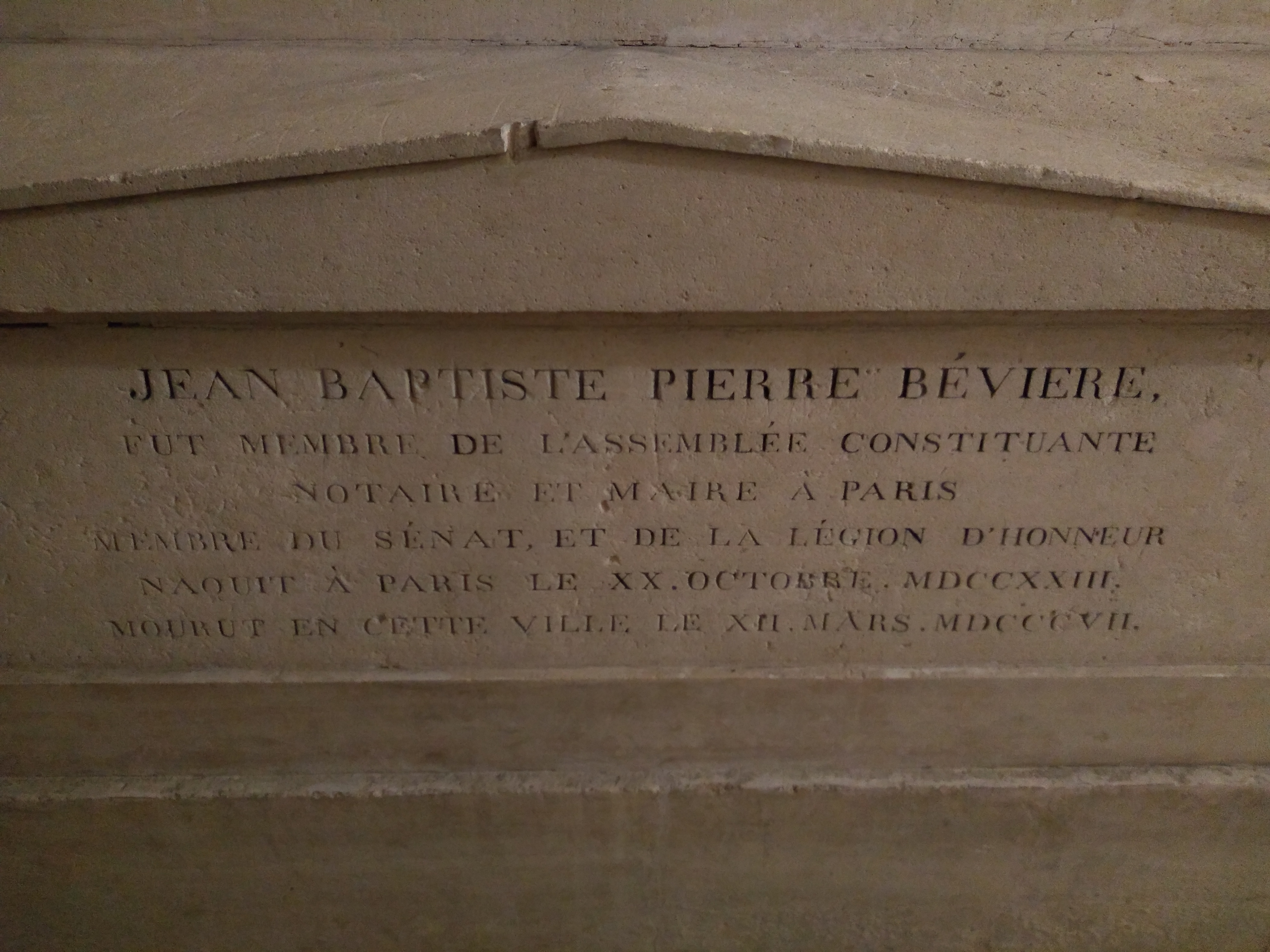
Надгробие Бевьера в Парижском Пантеоне

Жан Батист Пьер Бевьер (фр. Jean-Baptiste-Pierre Bevière; 20 октября 1723, Париж — 12 марта 1807, там же) — французский политик, юрист, нотариус. Известен как автор Клятвы в зале для игры в мяч — первого открытого выступления третьего сословия против короля в самом начале Великой французской революции, происшедшего в версальском зале для игры в мяч 20 июня 1789 года.
В 1786 году был деканом парижских нотариусов, с 1800 по 1806 год — президентом ассоциации нотариусов Парижа.
Избирался депутатом от третьего сословия Парижа в Генеральные штаты. С 1789 по 1791 год — член Учредительного собрания представителей французского народа.
С 1800 по 1805 год служил мэром бывшего 4-го округа Парижа.
С декабря 1804 г. до смерти — член Охранительного сената.
Похоронен в Парижском Пантеоне.